# Edith Schönert-Geiß
Edith Schönert-Geiß (Dresda, 7 agosto 1933 – Berlino, 12 giugno 2012) è stata una numismatica tedesca.
Il suo campo di ricerca è stato la numismatica greca, specialmente quella della Tracia

## Biografia
Dopo l'Abitur a Dresda Edith Schönert studiò scienze della storia alla Humboldt-Universität zu Berlin. Già a 23 anni ricevette, il 1º settembre 1956, un'occupazione alla Akademie der Wissenschaften der DDR (Zentralinstitut für Alte Geschichte und Archäologie), dove ha lavorato per riprendere il lavoro della Griechisches Münzwerk, diventandone in seguito il responsabile del progetto.
Dopo il matrimonio prese il cognome Geiß, e quindi iniziò a firmare le pubblicazioni con il doppio cognome Schönert-Geiß. Nel 1960 ottenne il dottorato con una dissertazione sulla Provinzialprägung der Stadt Perinthos (monetazione provinciale della città di Perinthos) alla Humboldt-Universität. L'abilitazione seguì nel 1966 con Die frühe Silberprägung von Byzantion (la prima monetazione dell'argento di Bisanzio).
Per l'attività di ricerca della monetazione greca fu nominata nel 1963 membro onorario della Società numismatica rumena e nel 1987 della Società numismatica di Stara Zagora in Bulgaria. La città di Stara Zagora le ha concesso la cittadinanza onoraria.
All'andato in pensione il 31 agosto 1998 è stata onorata con una pubblicazione scientifica.

## Pubblicazioni (scelta)
- Die Münzprägung von Byzantion, Berlin 1970 (parte 1); 1972 (parte 2)
- con Karl Matthiae: Münzen aus der urchristlichen Umwelt, Berlin 1981
- Die Münzprägung von Maroneia, Berlin 1987, ISBN 3-05-000226-3
- Die Münzprägung von Augusta Traiana und Traianopolis, Berlin 1991, ISBN 3-05-000940-3
- Bibliographie zur antiken Numismatik Thrakiens und Mösiens, Berlin 1999, ISBN 3-05-003286-3